# Fryndesholm
Die Runddysser von Fryndesholm 1 bis 3 liegen in dem 36 ha großen Wald von Fryndesholm, bei Als (dän. Als by), südwestlich von Fynshav auf der dänischen Insel Alsen. Die Dolmen stammen aus der Jungsteinzeit etwa 3500–2800 v. Chr. und sind Megalithanlagen der Trichterbecherkultur (TBK).
Während die Runddysser 1 und 3 schlecht erhalten sind, ist der Runddysse 2 im Süden des Waldes in gutem Zustand. Darüber hinaus gibt es im Wald ein Feldsystem aus der Eisenzeit.

## Runddysse 2
Der Runddysse 2 liegt in einem 1,0 m hohen Hügel von 13,0 m Durchmesser, der einen Randsteinkranz besitzt, von dem insgesamt 10 Steine erhalten sind. In der Mitte des Hügels liegt die Kammer mit sechs etwa 0,95 m hohen Tragsteinen und einem Deckstein von 1,3 × 1,8 m mit 10 Schälchen. Der Zugang liegt im Süden.